# Siciński
Siciński – polskie nazwisko, w Polsce nosi je ok. 1700 osób.
Osoby o nazwisku Siciński:
- Andrzej Siciński (ur. 1924, zm. 2006) – polski polityk, polski socjolog, w latach 1991–1992 minister kultury i sztuki, profesor w Instytucie Filozofii i Socjologii PAN
- Andrzej Siciński (ur. 1961) – polski pastor Kościoła Adwentystów Dnia Siódmego, prawnik, redaktor naczelny miesięcznika „Znaki Czasu”, wykładowca Wyższej Szkoły Teologiczno-Humanistycznej im. Michała Beliny-Czechowskiego w Podkowie Leśnej (WSTH).
- Jan Teofil Siciński (ur. 1938) – polski biolog, botanik, wykładowca Uniwersytetu Łódzkiego, działacz krajoznawczy.
- Karol Siciński (ur. 1884, zm. 1965) – polski architekt, twórca projektów odbudowy po II wojnie światowej Kazimierza Dolnego i Kalisza (niezrealizowany).
- Władysław Wiktoryn Siciński (ur. 1615, zm. 1672) – podsędek i stolnik, poseł upicki ziemi trockiej, uważany za pierwszego posła, który zerwał sejm wykorzystując liberum veto 9 marca 1652.